# Ammonios Sakkas
Ammonios Sakkas, Amoniusz Sakkas (ur. ok. 175, zm. ok. 242) – założyciel neoplatońskiej szkoły filaletejczyków (miłośników prawdy). Żył w Aleksandrii. Zwany Theodidaktos (gr. nauczany przez Boga).
Wychował się w ubogiej rodzinie chrześcijańskiej. Odszedł jednak od Kościoła, twierdząc iż nie ma on duchowości wyższej niż dawne kulty pogańskie. Ponieważ głosił on swoje poglądy ustnie i nie zostawił po sobie dzieł filozoficznych, odtworzenie jego poglądów jest niesłychanie trudne i opiera się na źródłach pośrednich. Głównie skupiony był na praktyce i duchowej ascezie. Potrafił pogodzić teorię Platona i Arystotelesa, co umiejętnie przekazał swoim uczniom jako filozofię wolną od ducha polemiki. Twierdził, że cała rzeczywistość wywodzi się od Boga i interpretował naukę Platona w sposób kreacjonistyczny.
W kosmosie wyróżniał trzy poziomy:
- poziom bytów najwyższych, niebiańskich i boskich – Boga stwórcy,
- poziom bytów pośrednich – tworzą go natury eteryczne i dobre demony, będące dla ludzi pośrednikami (anioły),
- poziom bytów najniższych – dusze ludzkie, poziom ludzi i zwierząt ziemskich.

Prawdopodobnie tylko w najogólniejszej formie nakreślił on zarysy neoplatońskiej filozofii. Był nauczycielem Orygenesa oraz Plotyna – założyciela neoplatońskiej szkoły w Rzymie.